# 愛是雪
《Love is Shit 愛是雪》(英文：Love is Shit) 是W創作社於2009年在香港藝術中心公演的舞台劇，是該劇團的第二十一部作品，是邵美君的首個獨腳戲，由黃智龍編劇，並由黃智龍及邵美君聯合導演，2011年首演6場門票火速售罄，2013年再演出新版10場。

有別於W創作社的一貫演出，《Love is Shit 愛是雪》並不是搞笑感動又窩心的愛情故事，反而血淋淋呈現現實中愛情的陰暗面，亦摒棄向觀眾述說心事的典型獨腳戲演繹手法，反以多角色手法去述說劇情及主題。

邵美君演活全劇十多個角色，包括女主角陳雪怡、馮陳美嬋、廢青男友、私家偵探、有婦之夫記者、記者女兒Rose等，當中馮陳美嬋以三句說話「我唔知呀」「你好叻呀」「你唔愛我」教女生如何收服男人，更怠來觀眾熱烈討論及模仿。邵美君亦憑此劇勇奪第二十一屆香港舞台劇獎最佳女主角（喜／鬧劇）！

## 背景
雪，總是美麗無暇，令人嚮往，但在雪地步行卻要戰戰兢兢，容易跌倒，而且積雪太深，每天打理都會令你煩惱萬分。

Shit，總是污穢惡臭，令人唾棄，卻是你終生不能避免的活動。而且如果每天能夠順利進行，更是健康的證明，暢快無比。 兩者其實都像愛情一樣。

## 故事大綱
主角陳雪怡是一位很普通、年近30歲的適婚女性，嚮往如小王子與玫瑰般的純愛，卻深知這只是空想，與男友阿輝一起多年，仍不自覺參加「速配派對」。

雪獲輝的兒戲求婚後，只感到猶疑，覺得男友不過需要一位僕人替他打掃，好讓自己在外面跟其他女人風流快活，決定與這個賤男分手。雪漸漸變成玩弄感情的愛情騙子，只圖一刻歡愉，卻反而遇上了她生命中的小王子徐生，奈何徐生卻是一名有婦之夫... 

## 2013年春季版的劇情改動
此劇於 2013年1月載譽重演，為了能更集中探索現今女生戀上有婦之夫的愛與痛，新版《Love is Shit 愛是雪》只保留邵美君「一人分飾全世界」的表演手法，編劇黃智龍花了半年時間，把首演時最後五場戲的情節及結局狠狠的刪改掉。

新加入角色徐老太的一句「All Men are the same」，道出了女性在愛情上的無奈及妥協；而另一場戲「三個人的晚餐」，邵美君同時分飾丈夫、太太及情人，讓觀眾同時感受三人在愛情上的執迷及互相傷害的困局，亦盡顯這位香港舞台劇獎最佳女主角的精湛演技。

## 角色表
邵美君飾 陳雪怡、小王子、阿輝、私家偵探、馮陳美嬋、小巴司機、藝術才俊、有婦之夫、記者徐生、徐生六歲女兒Rose（首演）、徐太（2013年春季版）、徐老太（2013年春季版）等。

## 演出歌曲
〈Love is Shit〉

曲：張敬軒｜詞：陳詠謙｜唱：邵美君 

〈三人行〉

曲：Margie Adam｜詞：林振強｜原唱：林子祥、劉天蘭、詩詩｜唱：邵美君 

## 評價
Wyman(黃偉文): 「犀利的女人都是Diva，邵美君是最犀利的女人，她體內有100個Diva，而且還持續增生之中！」

蘇玉華: 「打從第一次看邵美君的表演，我便迷上了。她永遠吸引著我的眼球，而我亦願意永遠追隨。」

## 外部連結
- W創作社官方網頁 （页面存档备份，存于）
- W創作社Facebook 專頁 （页面存档备份，存于）
- W創作社微博 （页面存档备份，存于）